# Thane Baker
Walter Thane Baker (Elkhart, 4 de outubro de 1931) é um ex-velocista e campeão olímpico norte-americano.
Em sua primeira participação olímpica, Helsinque 1952, conquistou a medalha de prata nos 200 m rasos; no ciclo olímpico seguinte, igualou o recorde mundial dos 100 m (10s2) de Jesse Owens, duas vezes o recorde mundial dos 200 m (20.6), venceu o campeonato as 220 jardas na NCAA e o dos 200 m na AAU e participou de várias quebras de recordes mundiais em revezamentos de diversas distâncias curtas.
Em Melbourne 1956, estreou com uma medalha de prata nos 100 m, em seguida conquistou um bronze nos 200 m e fechou sua participação olímpica com a medalha de ouro no revezamento 4x100 m, ao lado de Bobby Morrow, Ira Murchison e Leamon King, que quebrou o recorde mundial da prova em 39s5.